# Никольский, Владимир Николаевич (историк)
Владимир Николаевич Никольский (укр. Нікольський Володимир Миколайович; 1946—2021) — советский и украинский учёный-историк, доктор исторических наук, профессор.
Автор около 250 печатных работ, в том числе автор и соавтор 14 монографий.

## Биография
Родился 23 июля 1946 года в Донецке Украинской ССР.
В 1968 году поступил и в 1974 году окончил Донецкий государственный университет (ДГУ, ныне Донецкий национальный университет).
В 1977—1987 годах работал учителем истории, затем стал заместителем директора школы в Донецке. В 1981—1985 годах обучался в аспирантуре ДГУ, после чего защитил кандидатскую диссертацию на тему «Деятельность партийных организаций по повышению роли местной печати в развитии угольной промышленности Донбасса, 1971—1980». Затем с 1987 года работал в Донецком государственном университете. С декабря 1987 года — старший преподаватель, с мая 1989 года — доцент кафедры истории. В 2003 году защитил докторскую диссертацию на тему: «Репресивна діяльність органів державної безпеки СРСР в Україні (кінець 1920-х — 1950-ті рр.). Історико-статистичне дослідження» (укр.).
После событий на Юго-востоке Украины Владимир Николаевич остался жить в Донецке и работать в университете. Имел ученое звание профессора кафедры отечественной и региональной истории и ученую степень доктора исторических наук. Подготовил одного доктора и семь кандидатов исторических наук.
С 1999 года В. Н. Никольский работал заместителем главного редактора и ответственным секретарём профессионального научного журнала «Исторические и политологические исследования» (внесён в международную специализированную наукометрическую базу данных Index Copernicus). Являлся членом редколлегий профессиональных научных изданий «Вестник Донецкого университета. Серия Б. Гуманитарные науки», «Степи Европы в период средневековья», «Новые страницы истории Донбасса». Также был членом президиума и ответственным секретарём редакционно-издательского совета Донецкого национального университета и членом Донецкой областной редколлегии «Свода памятников истории и культуры». С 2015 года Никольский был организатором и стал главным редактором издания «Журнал исторических, политологических и международных исследований» — первого научного журнала Донецкой Народной Республики, зарегистрированного Министерством информации ДНР.
Был удостоен нагрудных знаков «Пётр Могила» (2007) и «Отличник образования» (2000), награждён орденом УПЦ Московского патриархата «Преподобного Нестора Летописца» ІІІ степени (2012).
Умер в Донецке 9 апреля 2021 года.